# Banu Hilal
De  Banu Hilal vormden een Arabische bedoeïenen-stammenunie van hijazi oorsprong, die in de 11e eeuw migreerden naar westelijk Noord-Afrika.

## Geschiedenis
Om de Ziriden, heersers van de Maghreb, te straffen voor het verlaten van het sjiisme, kregen de Banu Hilal de toestemming van de Fatimiden om richting het Westen te migreren. De Banu Hilal waren decennia voordien vanuit zuidelijk Arabië naar het zuiden van Egypte geëmigreerd en vormden daar een storend element. Door de stammen te vragen naar het westen te vertrekken, loste de Fatimiden kalief twee problemen tegelijk op: Egypte werd verlost van de chaos die door hen veroorzaakt werd en de kalief hoefde zo geen troepen en middelen in te zetten om met de Ziriden af te rekenen, vooral omdat de Fatimiden die middelen toen niet hadden. De Ziriden werden snel verslagen en de hoofdstad Kairouan werd geplunderd, waarna zij alleen nog maar de Tunesische kustgebieden konden behouden. De Banu Hilal waren ook in staat om de Hammadiden van de centrale Maghreb te verzwakken. Zij werden op de voet gevolgd door de Banu Sulaym en, later, de Banu Hassan. Deze eerste vestigden zich in Libië. De Banu Hassan trokken verder naar de Westelijke Sahara, waar ze de plaatselijke Sanhaja kwamen te domineren.
De heersende machten in Noord-Afrika wisten vaak niet goed hoe ze met de stammen moesten omgaan: sommigen sloten samenwerkingsbanden met ze af (Hammadiden) en weer andere machten probeerden de strijd met ze aan te gaan. Vooral de Almohaden waren ongenadig en bij het veroveren van Algerije en Tunesië moordden zij in een etnische zuivering veel van die stammen als volksvreemde elementen uit. Toch zagen de Almohaden ook in dat de Arabische nomaden en hun strijdlust zeer nuttig konden zijn, vooral in het door boeren en stedelingen gedomineerde Marokko. In de jaren na 1180 transporteerden de Almohaden een groot aantal van deze stamleden van het Tunesische zuiden naar Tamesna (het westen van Marokko, omgeving Casablanca). Hiermee sloegen ze twee vliegen in een klap: Tunesië was ontdaan van de rebelse, onhandelbare stammen én de regering in Marrakech kon zo makkelijker de stammen controleren en inzetten in haar legers. Dit was voor het eerst in de Marokkaanse geschiedenis dat een groot aantal Arabieren in de Marokkaanse samenleving werd geïntroduceerd. Met het instorten van het Almohadenrijk vielen veel stammen vanuit het zuiden Marokko binnen, van waaruit zij zich over Tamesna en de Moulouya verspreidden. De Meriniden bevochten in eerste instantie de stammen, maar in de 15e eeuw veranderde die houding: de Arabieren werden opgenomen in het staatsapparaat en kwamen een belangrijke positie in te nemen in het leger en bestuur.

## Nalatenschap
Zij spelen een belangrijke rol in de geschiedenis van Noord-Afrika, omdat met hun komst grote delen van de Maghreb werden gearabiseerd. Als gevolg hiervan vond in grote delen van Noord-Afrika een culturele en linguïstische verschuiving plaats, van het Berbers naar het Arabisch. Met hun komst werd hun Arabische bedouïenendialect over Noord-Afrika verspreid. Dit dialect staat in contrast met de veel oudere, minder conservatieve, pre-Hilalische dialecten van het gebied. In Marokko is het gebruik van deze dialecten beperkt tot het zuidwesten van het land en de woestijngebieden in het zuiden en oosten. Ook waren zij verantwoordelijk voor de herintroductie van nomadisme in een gebied dat reeds eeuwen sedentair was en een terugval in stedelijk leven in de Maghreb.
Ibn Khaldun was bijzonder kritisch over het effect dat zij hadden op de Westelijke beschaving. Hij beschreef ze als 'een horde sprinkhanen, die alles vernietigen wat zij op hun weg tegenkomen'. Ibn Khaldun beschreef hoe zij de plaatselijke bevolking lastigvielen en verantwoordelijk waren voor de vernietiging van het landschap. Van Libië tot Marokko werden steden aangevallen en vernietigd, waarna vele van die steden voor lange periodes onbewoond zouden blijven. 
Leo Africanus geeft in het eerste deel van zijn Beschrijving van Afrika een uitvoerige beschrijving van de verschillende stammen die de Maghreb binnenvielen. 
Hun verhaal is oraal vastgelegd in het heroïsche werk Al-Sira al-Hilaliya. Hierin wordt verteld over het conflict tussen de Arabische bedoeïenen en de fictieve Zenata, kalief van Tunis. Dit werk werd in 2003 opgenomen in de Lijst van meesterwerken van het orale en immateriële erfgoed van de mensheid van UNESCO.